# 金美廷
金 美廷（キム・ミジョン、朝: 김미정、英: Kim Mi-Jung、1971年3月29日 - ）は、韓国の女子柔道家。慶尚南道馬山市（現・昌原市）出身。現役時代の階級は72キロ級。現在は龍仁大学校教授。

## 人物
高校の時に陸上競技から柔道に転向した。1991年の世界選手権では下馬評を覆し優勝を飾り、翌年のオリンピックでも優勝を果たした。1994年のアジア大会後に引退して、柔道78キロ級の元世界チャンピオンである韓国の金炳周と結婚した。
アテネオリンピックでは審判員に選ばれたが、最初に主審を受け持った野村忠宏とドイツの選手との試合で野村が背負い投げで一本勝ちをした際に、この時点では野村のライバルであった韓国の崔敏浩がまだ負けていなかったために野村の一本勝ちを示すことに抵抗を覚えたものの、無意識のうちに野村の勝利を示したと語った。また、崔が負けた後に野村とアルゼンチンの選手との試合の審判になった際には、どうせならアジアの方に勝ってほしいと思ったとも語った。

## 主な戦績
- 1990年 - アジア大会　3位
- 1991年 - ドイツ国際　優勝
- 1991年 - 世界選手権　優勝
- 1992年 - フランス国際　優勝
- 1992年 - ドイツ国際　優勝
- 1992年 - バルセロナオリンピック　優勝
- 1993年 - ドイツ国際　2位
- 1993年 - 東アジア大会　優勝
- 1993年 - 世界選手権　3位
- 1993年 - アジア選手権　2位
- 1994年 - フランス国際　2位
- 1994年 - オーストリア国際　優勝
- 1994年 - ドイツ国際　3位
- 1994年 - グッドウィルゲームズ　2位
- 1994年 - アジア大会　優勝